# Vårt hemland
Vårt hemland (ungerska: Mi Hazánk) är ett politiskt parti i Ungern. Partiet bildades som en utbrytning ur Jobbik och har beskrivits som neo-fascistiskt och högerextremt. Partiet har en paramilitär gren med namnet Nationella Legionen.
Partiet har beskrivits som starkt HBTQ-fientligt, och medlemmar har deltagit i attacker mot Prideevenemang och filmvisningar i Budapest. 2020 höll partiets parlamentsledamot Dóra Dúró i en presskonferens där hon rev sönder en bok som hon beskrev som "homosexuell propaganda".
Efter valet 2022 tog partiet plats i Ungerns nationalförsamling.